# Катя (ураган, 2011)
Ураган Катя (англ. Hurricane Katia) — потужний ураган типу Кабо-верде, який вплинув на всю Європу як посттропічний циклон. Одинадцятий названий шторм, другий ураган та другий великий ураган активного сезону ураганів в Атлантиці 2011 року .
Незважаючи на те, що Катя пройшла далеко на північ від Малих Антильських островів, Гваделупа підняла жовте сповіщення, щоб повідомити жителів про небезпечні хвилі на морі. Сильний шторм  вздовж  Східне узбережжя США  приизвели до загибелі двох людей. Втративши свої тропічні характеристики, Катя спонукала оголосити  численні штормові  попередження по всій Європі. Вітри урагану виривали  дерева, та залишивши тисячі без електрики. Буря стала причиною двох смертей у Великії Британії: коли дерево потрапило на транспортний засіб у окрузі Дарем, та іншої під час багатоавтомобільної аварії на автомагістралі M54 внаслідок несприятливих погодних умов. Пост-тропічний циклон завдав збитків приблизно в 100 млн фунтів стерлінгів (157 мільйонів доларів США в 2011 році) лише у Великій Британії.

## Метеорологічна історія

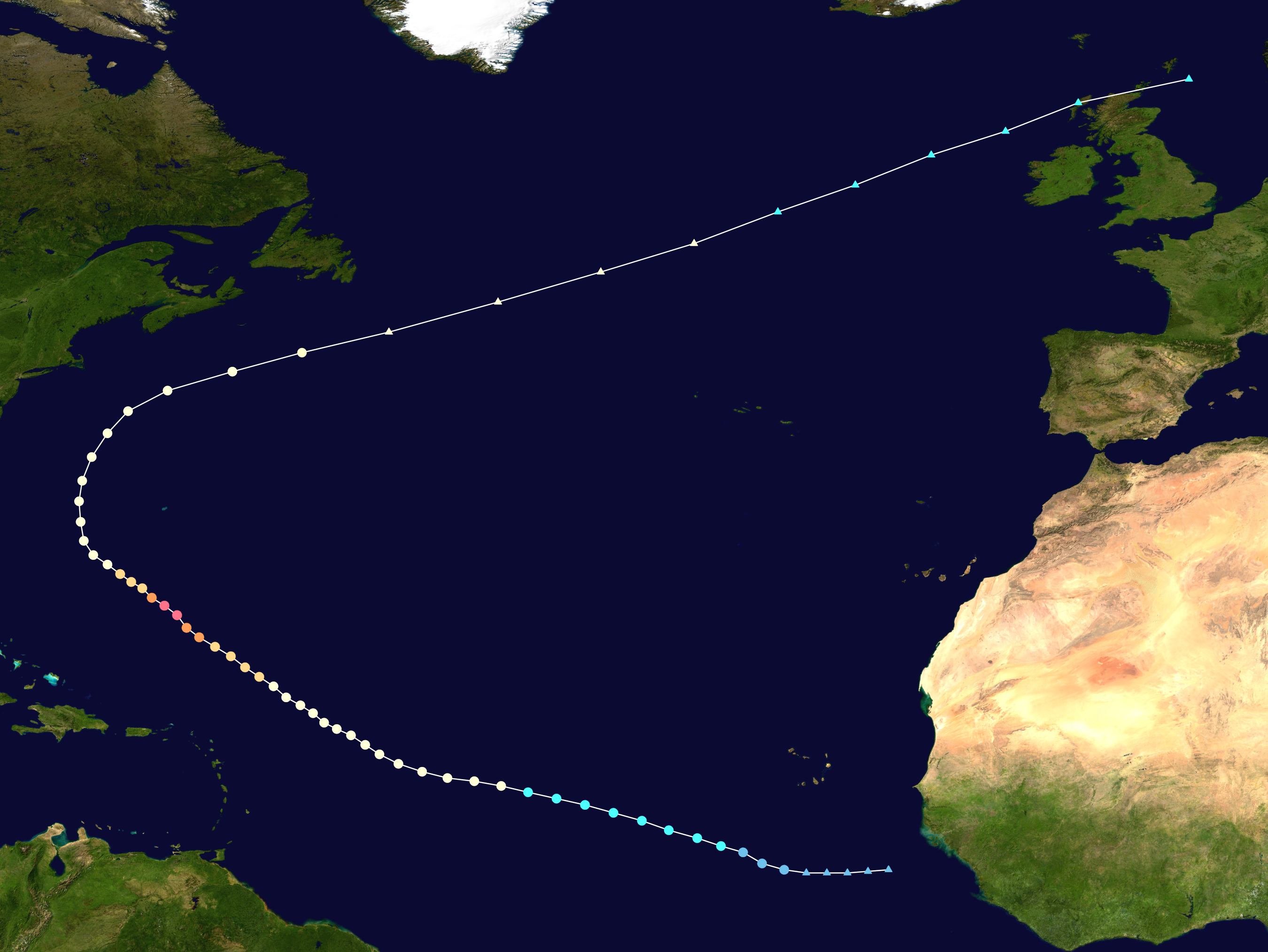
Карта шляху та інтенсивності Урагану Катя за шкалаю ураганів Саффіра–Сімпсона

27 серпня Національний центр ураганів (NHC) розпочав спостереження за великою конвекцією, пов'язаною з тропічною хвилею неподалік західного узбережжя Африки.  Область низького тиску, утворена у зв'язку з обуренням наступного дня,  набуває достатньої організації, щоб бути оголошеною тропічною депресією до 06:00 UTC 29 серпня приблизно за 430 миль (690 км) на південний захід від найпівденнішої частини Кабо. Острови Верде. Впадина спочатку боролася з її чітко визначеним центром, зміщеним біля північно-східного краю конвекції шторму внаслідок сильного північно-східного зсуву вітру. До 00:00 UTC 30 серпня, однак, посилення конвективної організації циклону ознаменувало його посилення в тропічний шторм.
Катя йшла із заходу на північний захід протягом декількох днів, керуючись великим гребенем середнього рівня на північ від циклону. Сильні вітри на верхніх рівнях, які впливали на циклон, поступово стихали, що дозволило розширити центральну щільну хмарність, сформувати велику вигнуту смугу у південному півкрузі та розвинути смугастість погляду на  зображеннях. Оцінки інтенсивності супутників відповідно збільшилися, що спонукало NHC підвищити інтенсивність до урагану «Катя» о 00:00 UTC 1 вересня, у той час як шторм знаходився приблизно за 1350 миль (2175 км) на схід від Підвітряних островів. Хоча прогнозувалося, що умови залишатимуться сприятливими для подальшої інтенсифікації. Супутникові зображення та мікрохвильові зображення показали, що сухе повітря на середньому рівні почало руйнувати конвекцію біля очей відразу після посилення шторму, а вітри на верхньому рівні зрештою стали менш сприятливими, коли Катя наблизилася до гострого жолоба на верхньому рівні. В результаті шторм зберігав свій статус мінімального урагану протягом майже трьох днів, при цьому на супутнику з'являлися лише часткові чи смугасті очі.

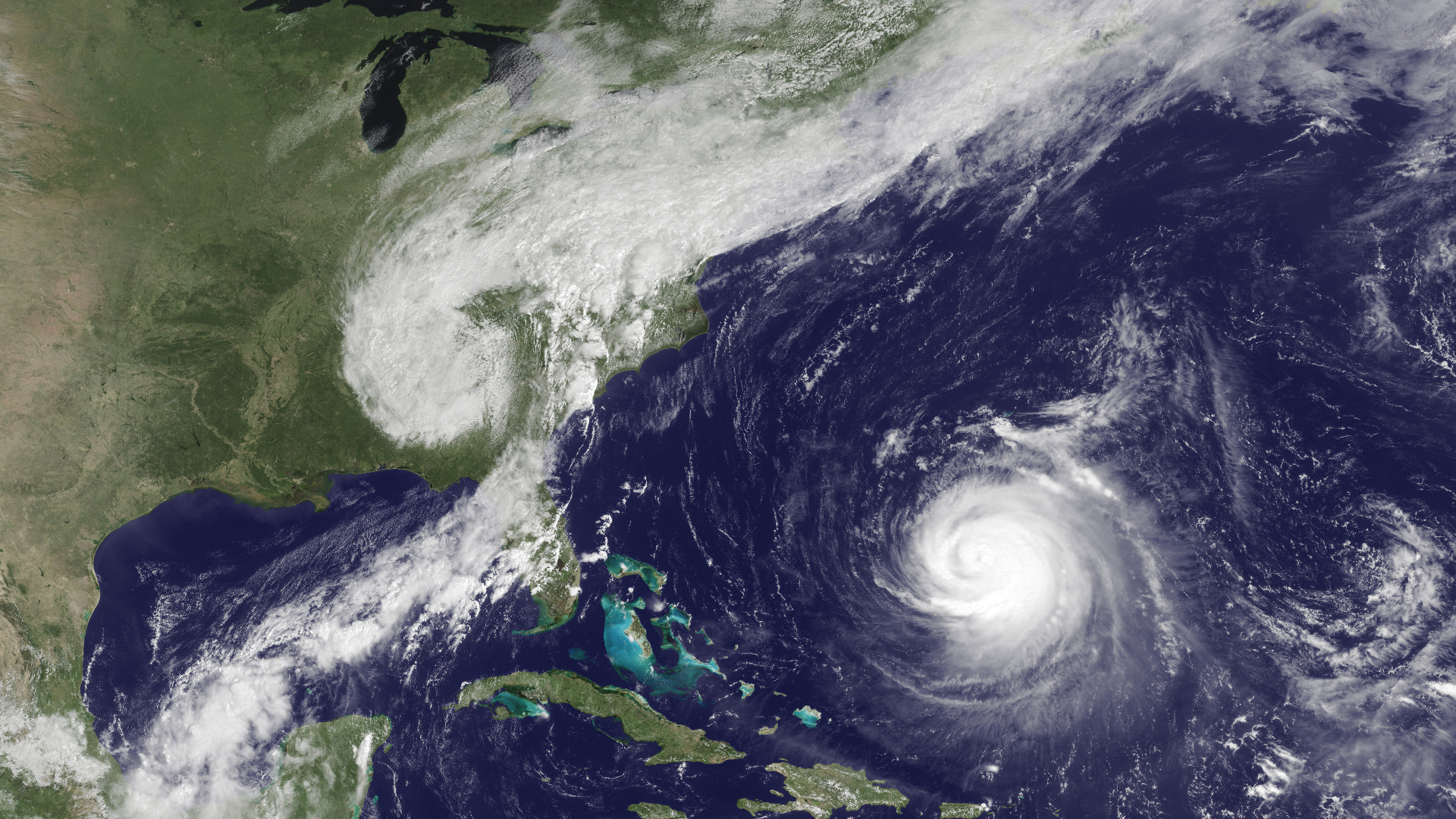
Залишки Лі (зліва) и Ураган Катя (праворуч) 6 вересня

Рано вранці 4 вересня ураган пройшов під великим антициклоном верхнього рівня, що послужило рятуванням від сильного зсуву південно-західного вітру. Хоча його конвективна організація ще стала повністю симетричною, на інфрачервоних зображеннях очей ставав дедалі помітнішим. Центр перемістився дуже близько до буя 41044 Національного управління океанічних та атмосферних досліджень, який зареєстрував максимальний стійкий вітер 90 миль на годину (145 км/год) та максимальний порив вітру 108 миль на годину (174 км/год) - близько 12:00 UTC, що вказує на те, що Катя переросла на ураган 2 категорії. Хоча цикл заміни стінок очей ненадовго призвів до погіршення конвективної картини шторму, Катя досягла статусу великого урагану – 3 категорії або вище за шкалою ураганів Саффіра – Сімпсона – до 12:00 UTC 5 вересня. Дванадцять годин через циклон переріс в ураган  4 категорії і досяг максимальної швидкості вітру 140 миль на годину (220 км/год) і мінімальний барометричний тиск 942 мбар (гПа; 27,82 INhg), глибока конвекція стала набагато симетричнішим щодо центру, і верхня рівня відтоку розширено.
Майже відразу після досягнення максимальної інтенсивності Катя почала швидко слабшати, коли розпочався другий цикл заміни очних стінок; він швидко сповільнився, оскільки сухе повітря огорнуло західну частину циркуляції і посилилося північно-західне зрушення вітру.  Внутрішній основний процес був завершений на початок 7 вересня, що дозволило Каті вирівнятися за інтенсивністю як ураган 1 категорії протягом декількох днів. Посилення південно-західного потоку внаслідок проштовхування жолоба на верхньому рівні на схід через Сполучені Штати змусило Катю сповільнитись і до 9 вересня повернутися на північний схід. Ураган знову посилився того ж дня, зрештою привівши Катю до температури близько (22 ° С) (72 ° F). Глибока конвекція у зв'язку з бурею зменшується та її циркуляції злиті з фронтальною системою, Про те, що Катя завершила перехід у позатропічні циклони до 12:00 UTC 10 вересня в той час знаходиться близько 290 миль (465 км) на південно-південний схід від мису гонки, Ньюфаундленд. Бароклинна енергія, що збільшувалася, підживлювала потужний позатропічний мінімум, який 12 вересня огинав північне узбережжя Шотландії, а наступного дня був поглинений більшою позатропічною системою над Північним морем.

## Підготовка та наслідки

### Антильські Острови та США

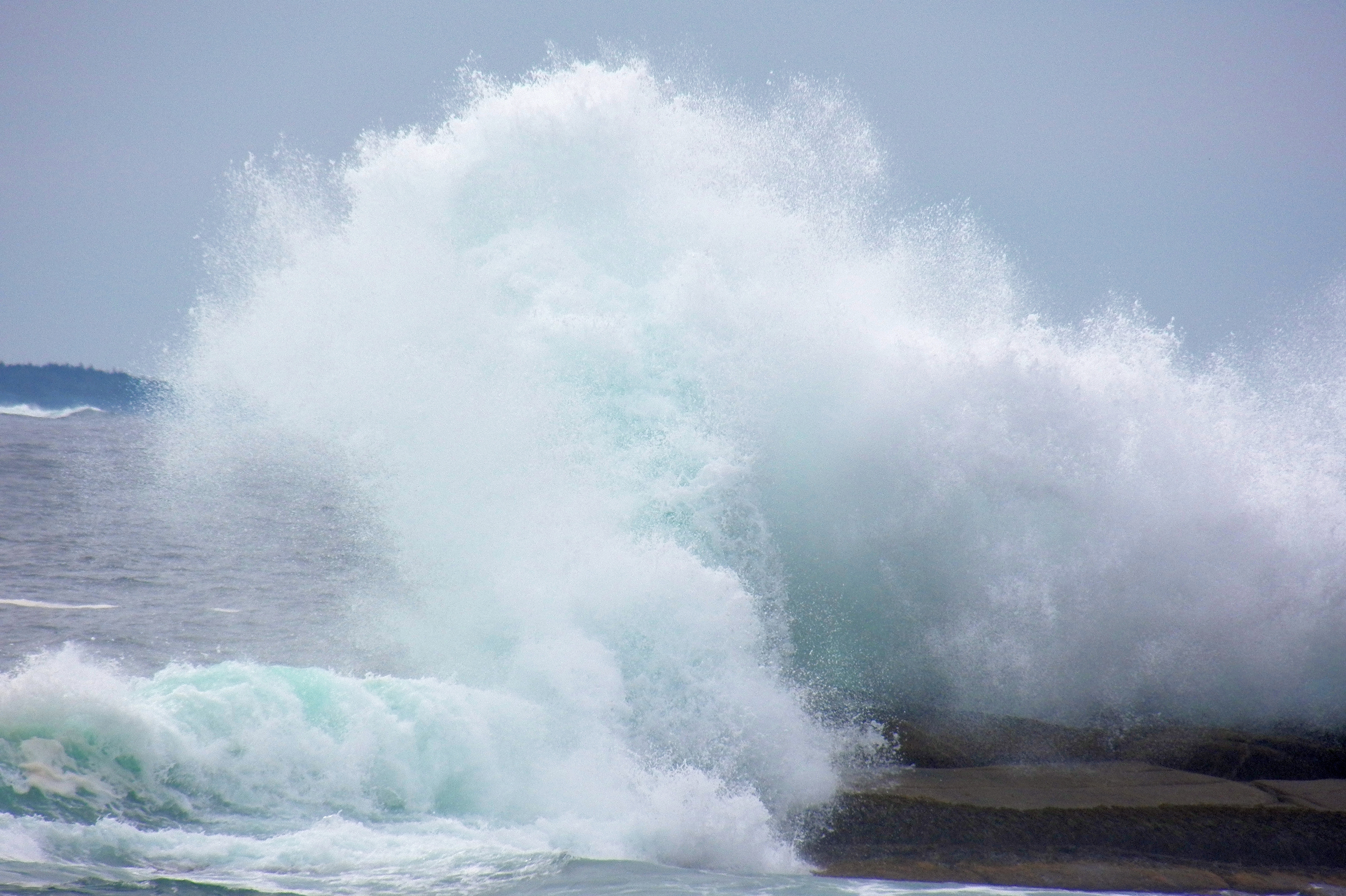
Прибій від Урагану Катя уздовж південного узбережжя Нової Шотландії

Незважаючи на те, що Катя пройшла на північний схід від Малих Антильських островів, в Гваделупі було піднято жовте оповіщення про хвилі 3–5 метрів (10-16 футів)  Антигуа та Барбуда зафіксували 21,59 міліметра (0,85 дюйма) опадів між 6 та 7 вересня .
4 вересня NHC зазначив, що очікується, що великі хвилі, які можуть спричинити загрозу життю, які вплинуть на Східне узбережжя США  протягом наступних днів.  Сильний шторм призвів до смерті плавця в Орландо Сіті, штат Флорида, наступного дня друга смерть в Монхеган, штат Мен, 11 вересня.

### Європа
Після переходу в посттропічний циклон Катя швидко перетнула Північну Атлантику і попрямувала до Європи, що спонукало Метеорологічне бюро почати попереджати громадян про потенційний вплив в наступні дні 9 вересня. Через три дні організація підняла жовте попередження про сувору погоду для всієї Ірландії та більшої частини Сполученого Королівства, з більш серйозним попередженням про жовтий стан, піднятим у Північній Ірландії, північній Англії та південній Шотландії; обидва попередження попереджали про можливість ураганного вітру. Одночасно з цим Мет Ейріанн описав загалом попередження про екстремальні погодні умови по всій Ірландії, попередивши мешканців про можливість вітру зі швидкістю 130 км/год (80 миль на годину), повалені дерева, пошкоджені будівлі та повені. Ірландські пороми скасували кілька рейсів між Дубліном та Холіхедом. Шведський метеорологічний та гідрологічний інститут попереджає про ураганні вітри вздовж узбережжя Швеції та опади в сусідній Норвегії.
Максимальний порив вітру 158 км/год (98 миль на годину) був зареєстрований на Керн-Гормі (Шотландія), коли «Катя» вдарила по регіону з піковим поривом вітру 130 км/год (81 миль на годину), що спостерігається на негірній станції. у Капел-Куріг, Уельс; ці спостереження відзначили сильний вплив тропічного циклону з часів урагану Лілі у 1996 році. Хвилі до 15 метрів (49 футів) обрушилися на західне узбережжя Ірландії, а лінії електропередач, що обрушилися, тимчасово порушили роботу DART. Близько 4000 сімей залишилися без електрики по всій країні. На зйомках телесеріалу  «Гра престолів» намет громадського харчування піднявся в повітря, завдавши однієї травми. У графстві Дарем (Сполучене Королівство) чоловік був убитий після того, як дерево впало на мінівен, яким він керував; пасажир отримав безпечні для життя травми. Другого водія було побічно вбито на автостраді M54 після того, як небезпечна погода призвела до аварії за участю кількох автомобілів. На південь у Бредфорді, 11-річний хлопчик був поранений після того, як його вдарило уламок даху гаража. Збиті опори електропередач підпалили кілька полів. Другий етап Тура Британії був примусово скасований після того, як сильний вітер завалив велосипедний маршрут сміттям. Залишки Каті завдали шкоди навіть на сході Росії. У Санкт-Петербурзі пориви вітру зі швидкістю до 45 миль на годину (75 км/год) пошкодили будівлі та залишили без електрики близько 1500 мешканців. В Естонії ураган відключив електрику приблизно в 940 домогосподарствах, особливо торкнувшись острова Хийумаа і Харьюмаа, з сильним вітром у прибережних районах, що пориває до 90 км/год (55 миль на годину).